# Pınaroğlu, Çınar
Pınaroğlu là một xã thuộc huyện Çınar, tỉnh Diyarbakır, Thổ Nhĩ Kỳ.